# Team Vitality
Team Vitality – profesjonalna organizacja e-sportowa założona w sierpniu 2013 roku przez Fabiena Devide i Nicolasa Maurera. Ma kilka drużyn konkurujących w ligach najwyższego poziomu w całej Europie. Główny zespół Vitality rywalizuje w rozgrywkach LEC, do którego dołączyli w 2015 roku po zakupie Gambit Gaming.

## League of Legends

### Team Vitality
Team Vitality weszła do profesjonalnej ligi 9 grudnia 2015 roku, po zakupie ziarna od angielskiej organizacji Gambit Gaming w wiosennym sezonie (splicie) EU LCS 2016. Pierwszym graczem, który podpisał kontrakt z drużyną był wspierający H2k-Gaming, Raymond „kaSing” Tsang. Pięć dni później Vitality ogłosiło resztę swojego składu, na który składali się: Lucas „Cabochard” Simon-Meslet, Ilyas „Shook” Hartsema, Erlend „Nukeduck” Vatevik-Holm oraz Petter „Hjarnan” Freyschuss. Dla swojego personelu trenerskiego Vitality podpisało kontrakt z byłym trenerem Gambit Gaming, Shaunz.
Podczas wiosennego splitu EU LCS 2016, Team Vitality został uznany za jeden z najlepszych w lidze, kończąc na trzecim miejscu z wynikiem 13-5, zaraz za G2 Esports i H2k-Gaming. Cabochard i kaSing został wybrani do zespołu All Pro Team w Splicie, jako najwybitniejsi gracze na swoich pozycjach. W fazie pucharowej zostali wyeliminowani w ćwierćfinałach przez Fnatic z wynikiem 1-3, tym samym zajmując szóste miejsce.
Przed rozpoczęciem letniego splitu EU LCS 2016 Shook i Hjarnan opuścili zespół, ostatni z powodów zdrowotnych. Vitality podpisało kontrakt z Kimem „Mightybear” Min-soo z chińskiej organizacji Newbee, oraz nabyli bot-lanera Parka „Police” Hyeong-gi od amerykańskiej formacji Apex Gaming. Shook po czterech tygodniach wrócił do rozgrywek. Vitality nie sprostało wcześniejszym standardom, zdobywając tylko trzy zwycięstwa w sezonie letnim z wynikiem 3-9-6. Taki sam wynik osiągnęło FC Schalke 04. Po dogrywdze, Team Vitality zapewniło sobie siódme miejsce i uniknęło gry w lidze spadkowej, jednakże równocześnie nie trafił również do fazy pucharowej.
We wrześniu podjęto decyzję o zakupie Pierre’a „Steeelback” Medjaldi z Team ROCCAT, w celu zastąpienia na pozycji strzelca Police’a, a w grudniu zatrudniono byłego wspierającego z koreańskiego KT Rolster, Ha „Hachanie” Seung-chana w miejsce kaSinga.
W styczniu miejsce Shooka zajął Charly „Djoko” Guillard, w lutym zaś drużynę oraz pozycję rezerwowego opuścił Mightybear. Wraz z reorganizacją formatu EU LCS, Vitality zostało powołane do grupy B na wiosenny split EU LCS 2017 wraz z Origen, H2K, Splyce i Unicorns of Love. Ze względu na ciągły brak sukcesów, zawodnicy dużo zmieniali się na swoich pozycjach oraz z rezerwowymi Adrienem „Alderiate” Wilsem, Baltatem „AoD” Alin-Ciprianem oraz Lee GMB” Chang-seokem, którzy jeszcze w tym roku opuścili drużynę. Ostatecznie sezon zakończył się fiaskiem, zajmując czwarte miejsce w grupie, nie dostając się do fazy pucharowej, wygrywając zaledwie 3 potyczki.
W maju Vitality zdecydowało się na zakup byłego wspierającego FC Schalke 04 – Oskara „Vandera” Bogdana. Letni split EU LCS 2017, Vitality ponownie trafiło do grupy B, prawie identycznej (zamiast Origen znazło się w niej Mysterious Monkeys). Pomimo niewielkiej poprawy dzięki zmianie składu, Vitality po raz kolejny zajął czwarte miejsce w swojej grupie z wynikiem 5-8, ponownie nie trafiając do fazy pucharowej i nie tracąc miejsca w lidze.
Vitality całkowicie przebudowało swój skład wokół górnego Cabocharda. Organizacja podpisała kontrakt z doświadczonym dżunglerem Erberkiem „Giliusem” Demirem, a także ze środkowym Daniele „Jiizuke” di Mauro, strzelcem Amadeu „Minitroupax” Carvalho (później „Attila”) oraz ze wspierającym Jakubem „Jactroll” Skurzyńskiego, którzy razem wygrali turniej promocji wiosennej 2018. Po doskonałym starcie obfitującym w błyskotliwe i zabawne zagrania, w połączeniu z wybuchowym stylem gry zdominowali początek sezonu z wynikiem 7-1. Przeciwnicy jednak znaleźli sposób aby ich zatrzymać i ostatecznie zakończyli sezon z wynikiem 10-8, zajmując czwarte miejsce w fazie pucharowej, po pokonaniu H2k-Gaming 3-2 w ćwierćfinałach i przegraniu z Fnatic 1-3 w półfinal, oraz przegrywając ze Splyce 2-3 w meczu decydującym o trzecie miejsce.
Po słabym początku letniego splitu, podpisali kontrakt z Mateuszem „Kikis’em” Szkudlarkiem, mając nadzieję, że poprawi skład. Zmiana w składzie zadziałała i Vitality zakończył sezon regularny na 2. miejscu po wygraniu dogrywek przeciwko FC Schalke 04 i G2 Esports. Gilius zdecydował się odejść od zespołu. W półfinale fazy pucharowej przegrali z silną drużyną FC Schalke. W meczu o trzecie miejsce, pokonali Misfits Gaming 3-1, zdobywając drugie miejsce w klasyfikacji mistrzowskiej, dzięki czemu zakwalifikowali się do Mistrzostw Świata 2018. Podczas Mistrzostw Świata 2018, Vitality znalazło się w grupie B wraz z koreańską drużyną Gen.G, amerykańską Cloud9 i chińską RNG. Ostatecznie zajęli trzecie miejsce w grupie z wynikiem 3-3, zajmując miejsce 9-12 w generalnej klasyfikacji, w składzie Cabochard-Kikis-Jiizuke-Attila-Jactroll. W listopadzie Kikis opuścił zespół, a na jego miejsce wszedł koreański leśnik Lee „Mowgli” Jae-ha z Afreeca Freecs. 20 listopada 2018 roku, Riot Games ogłosiło Vitality jako jedną z dziesięciu drużyn franczyzowych nowo przemianowanych rozgrywek League of Legends European Championship (LEC).
Zespół zakończył sezon regularny na piątym miejscu z wynikiem 10-9, a później przegrał 0-3 z Fnatic w ćwierćfinale fazy pucharowej. Vitality nie wprowadziło żadnych zmian w składzie w letnim splicie LEC 2019 i ledwo zabezpieczył sobie miejsce w fazie pucharowej po pokonaniu SK Gaming w meczu o szóste miejsce. W pierwszej rundzie fazy pucharowej, Vitality zostało wyeliminowane przez FC Shalke 04, który pokonał ich 3-1. Po nieudanym roku ponownie doszło do zmian w zespole: Hadrien „Duke” Forestier został nowym trenerem drużyny, Duncan „Skeanz” Marquet zastąpił Mowgli’ego na dżungli, zaś debiutanci Aljosa „Millica” Kovandzić i Markos „Comp” Stamkopoulos zostali osadzeni na miejscach Jiizuke i Attili.
W związku z problemem wizy dla Millicy, do drużyny na czas rozwiązania problemu dołączył Lucas „Saken” Fayard. Rozpoczęli sezon wynikiem 0-6, co spowodowało zmiany w drużynie: Pierre „Steelback” Medjaldi został nowym wspierającym, a Marcin „Selfie” Wolski środkowym. Ostatecznie sezon wiosenny zakończyli na ostatnim, dziesiątym miejscu z wynikiem 2-16. W maju do drużyny dołączyli wspierający Labros „Labrov” Papoutsakis oraz leśnik Cantoursna „Nji” An. Letni sezon podobnie jak wiosenny nie był zbyt szczęśliwy dla Team Vitality, w lipcu drużynę opuścił Jacktroll, a Skeanz powrócił na pozycję leśnika. Ostatecznie zajęli ósme miejsce, remisując z Misfits Gaming z wynikiem 7-11. W grudniu drużynę opuścili Nji oraz gwiazda drużyny Cabochard – jego miejsce zajął uzdolniony Duńczyk z polskiej organizacji AGO ROUGE, grający w Ultralidze: Mathias „Szygneda” Jensen.
W sezonie wiosennym 2021 zajęli ostatnie, dziesiąte miejsce w sezonie regularnym, nie kwalifikując się do fazy pucharowej. W lutym zmieniono strzelca na Juša „Crownshot” Marušiča. W przerwie między sezonami, odbudowano zespół wokół dolnej alei, na górnej linii pojawił się Enzo „SLT” Gonzalez, pozycję leśnika objął Oskar „Selfmade” Boderek, na środku Adam „LIDER” Ilyasov. Trenerem drużyny został Mateusz „Tasz” Borkowski. W piątym tygodniu SLT został przeniesiony do akademii, Szygenda zaś powrócił do głównego składu. W sezonie letnim w ostatnim tygodniu fazy zasadniczej wywalczyli ostatnie miejsce w fazie pucharowej, którą opuścili również jako pierwsi, kończąc sezon na szóstym miejscu po porażce 2-3 z Fnatic.
W sezonie wiosennym 2022, zdecydowano się sformować super-drużynę gwiazd, która rok wcześniej nie wyszła G2 Esports. Na pozycję górnego i środkowego, sprowadzono z Ameryki Barneya „Alphari’ego” Morrisa oraz Lukę „Perkz'” Perković’a. Na pozycji strzelca pojawił się z kolei czeski strzelec z MAD Lions – Matyáš „Carzzy” Orság. W sezonie regularnym zajęli szóste miejsce z wynikiem 9-9, kwalifikując się do fazy pucharowej. Po pierwszym wygranym meczu z Excel Esports, w drugim zostali pokonani przez G2 Esports wynikiem 0-3. Z powodu nieporozumień wewnątrz drużyny Selfmade został przeniesiony w stan spoczynku, a na jego miejsce zakontraktowano dwóch leśników – koreańczyka Kang „Haru” Min-seung oraz chińczyka Zhou „Bo'” Yang-Bo. Po zakończeniu letniego sezonu regularnego z wynikiem 9-9, przegrali dogrywkę o wejście do fazy pucharowej z drużyną Excel Esports. 
Zimowy sezon 2023 drużyna rozpoczęła w składzie: Kyeong „Photon” Gyu-tae (경규태), Zhou „Bo” Yang-Bo (周杨博), Luka „Perkz” Perković, Matúš „Neon” Jakubčík, Norman „Kaiser” Kaiser. Mimo zajęcia pierwszego miejsca w sezonie regularnym, nie udało im się awansować do fazy pucharowej, ulegając w fazie grupowej SK Gaming. W sezonie wiosennym wzmocnionym o strzelca Eliasa „Upseta” Lippa drużyna awansowała do fazy pucharowej, przegrywając swój pierwszy mecz z MAD Lions. W sezonie letnim ze względu na bardzo słabe wyniki na ostatnie mecze przeniesiono z akademii Kacpra „Daglasa” Dagiela zmieniając Bo. Drużyna mimo to zajęła ostatnie, dziesiąte miejsce w sezonie regularnym. Wynik ten nie pozwolił drużynie na awans do finałów sezonu 2023. 
Skład na sezon zimowy 2024 został przebudowany wokół Photona: do drużyny przyłączono Daglasa z akademii, na środkowej alei znalazł się Vincent „Vetheo” Berrié, natomiast na dolnej alei duet z MAD Lions powracający do drużyny Carzzy oraz Zdravets „Hylissang” Galabov. W zimowym sezonie zajęli szóste miejsce w fazie pucharowej, w wiosennym mimo wysokiej, drugiej lokaty w sezonie zasadniczym zakończyli fazę pucharową na miejscu czwartym. Na sezon letni, drużyna postanowiła odesłać Daglasa z powrotem do akademii, na jego miejsce zatrudniając leśnika z drużyny akademii Karmine Corp Blue: Linasa „Lyncas” Nauncikasa. Po zmianie drużyna zajęła dziewiąte miejsce w sezonie regularnym, nie awansując do fazy pucharowej i nie kwalifikując się do finałów sezonu. 
Skład Team Vitality
- Kyeong „Photon” Gyu-tae (경규태)
- Vincent „Vetheo” Berrié

- Matyáš „Carzzy” Orság
- Zdravets „Hylissang” Galabov

### Team Vitality.Bee
Skład Team Vitality.Bee
- Kaan „Naak Nako” Okan
- Kacper „Daglas” Dagiel
- Mateusz „Czajek” Czajka

- Josip „Jopa” Čančar

- Paul „Stend” Lardin

### Wyniki
- Team Vitality
  - 3 miejsce – EU LCS 2018 Summer Playoffs, LEC 2023 Spring Playoffs
  - 4 miejsce – EU LCS 2018 Spring Playoffs, 4 miejsce – EU LCS 2017 Summer Grupa B, LEC 2024 Spring Playoffs
  - 5 miejsce - LEC 2022 Spring Playoffs, LEC 2023 Winter Groups
  - 5-6 miejsce – LEC 2019 Summer Playoffs
  - 5-6 miejsce – LEC 2019 Spring Playoffs
  - 6 miejsce – LEC 2021 Summer Playoffs
  - 9-12 miejsce – Mistrzostwa Świata 2018
- Team Vitality.Bee
  - Krajowe
    - 1 miejsce - Coupe de France 2022
    - 2 miejsce - LFL 2019 Summer Playoffs
    - 3 miejsce - LFL 2022 Summer Playoffs, LFL 2021 Summer Playoffs, LFL 2021 Spring Playoffs, LFL 2024 Summer Playoffs
    - 4 miejsce - LFL 2023 Summer Playoffs, LFL 2022 Spring Playoffs, LFL 2020 Spring Playoffs, LFL 2024 Spring Playoffs
    - 5 miejsce - LFL 2019 Spring Playoffs

  - Europejskie
    - 2 miejsce - EM 2024 Summer Main Event
    - 3-4 miejsce - EM 2022 Spring Main Event
    - 5-8 miejsce - EM 2022 Summer Main Event

## Counter-Strike: Global Offensive

### Skład[39]
| Kraj            | Nick            | Imię i nazwisko  | Data dołączenia     |
| --------------- | --------------- | ---------------- | ------------------- |
| Francja         | apEX            | Dan Madesclaire  | 8 października 2018 |
| Francja         | RpK             | Cedric Guipouy   | 8 października 2018 |
| Francja         | ZywOo           | Mathieu Herbaut  | 8 października 2018 |
| Wielka Brytania | ALEX            | Alex McMeekin    | 28 grudnia 2018     |
| Francja         | shox            | Richard Papillon | 28 września 2019    |
| Francja         | XTQZZZ (trener) | Remy Quoniam     | 6 grudnia 2018      |

### Osiągnięcia[40]
- 1 miejsce – DreamHack Open Atlanta 2018
- 2 miejsce – LOOT.BET Cup #3
- 2 miejsce – Europe Minor Championship Katowice 2019
- 1 miejsce – WePlay! Lock and Load
- 9/11 miejsce – IEM Major Katowice 2019
- 5/8 miejsce – StarSeries i-League Season 7
- 1 miejsce – Charleroi Esports 2019
- 2 miejsce – ECS Season 7 Europe
- 1 miejsce – cs_summi5 4
- 5/6 miejsce – DreamHack Masters Dallas 2019
- 1 miejsce – ECS Season 7 Finals
- 2 miejsce – ESL One Cologne 2019
- 3/4 miejsce – ESEA Season 31 Global Challenge
- 3/4 miejsce – IEM Chicago 2019
- 5/8 miejsce – StarLadder Berlin Major 2019
- 2 miejsce – DreamHack Masters Malmo 2019
- 3/4 miejsce – IEM Beijing 2019
- 1 miejsce – EPICENTER 2019